# Wojciech Strzałkowski
Wojciech Strzałkowski (ur. 29 sierpnia 1960 w Białymstoku) – polski menedżer i przedsiębiorca.

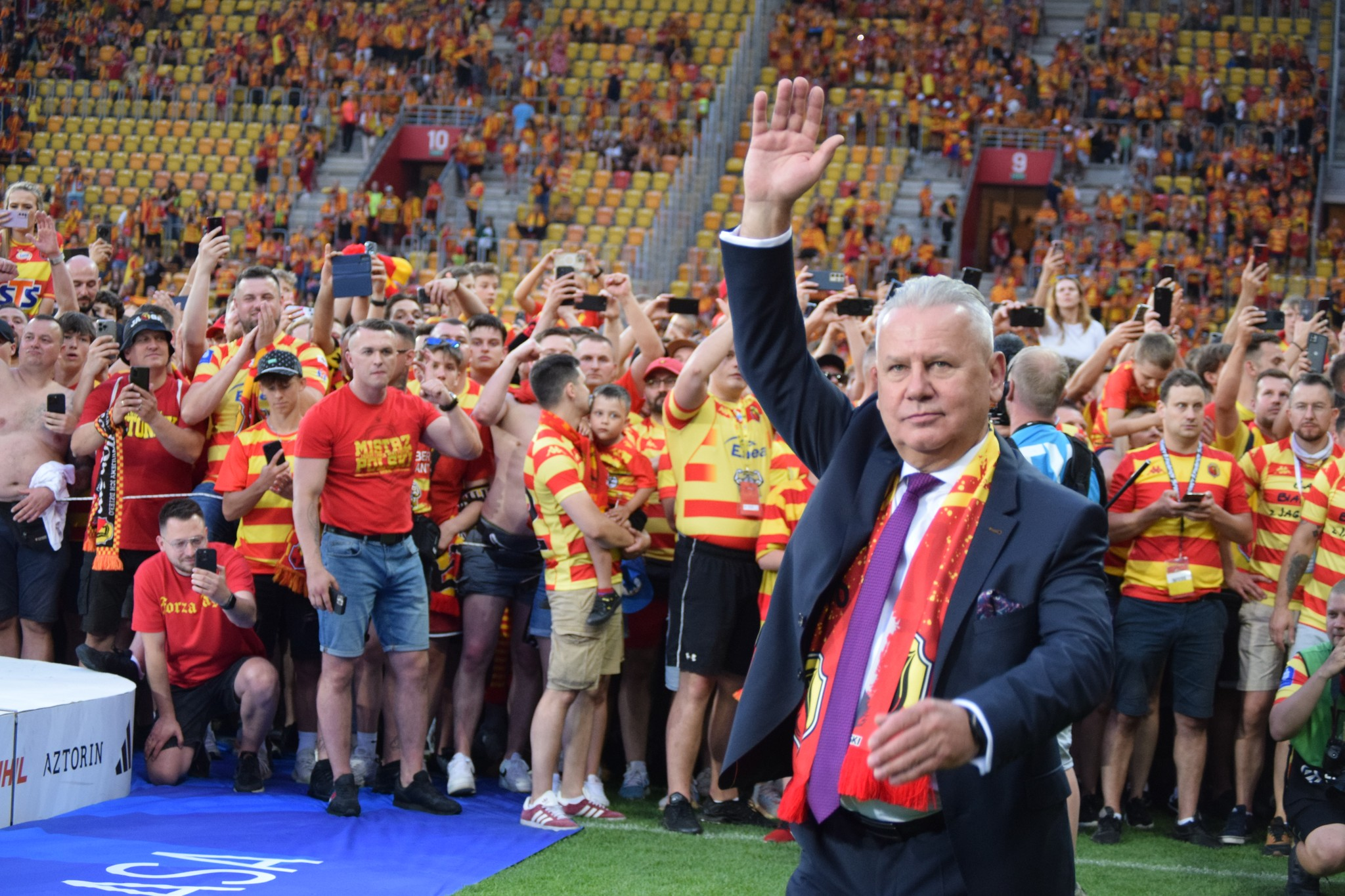
Wojciech Strzałkowski świętuje Mistrzostwo Polski zdobyte przez Jagiellonię w 2024 r.

## Życiorys
Przedsiębiorczości nauczył się od rodziców. Jeszcze przed powrotem po dwuletnim pobycie w Stanach Zjednoczonych (skąd wrócił w 1989) wraz ze  wspólnikiem Wojciechem Wasilewskim prowadził prywatną firmę produkującą kasety metodą chałupniczą. W 1990 założył firmę Multi Trade Company. Spółka zajmowała się różnorodną działalnością, ale sukces osiągnęła w hurtowym handlu alkoholem. W trakcie tej pracy rozpoczął naukę w Białostockiej Szkole Biznesu. Następnie ukończył studia na Wyższej Szkole Przedsiębiorczości i Zarządzania im. Leona Koźmińskiego: trzy lata licencjatu, studia magisterskie, podyplomowe oraz dwuletnie MBA.
Zajmuje wiele funkcji w zarządach i radach nadzorczych spółek powiązanych z MTC PLUS: przewodniczący rady nadzorczej Sportowej Spółka Akcyjnej Jagiellonia Białystok, przewodniczący rady nadzorczej Zakłady Przemysłu Sklejek BIAFORM S.A. Jest współwłaścicielem hotelu Branicki w Białymstoku.
Wojciech Strzałkowski od 4 marca 2011 pełni funkcję Konsula Honorowego Republiki Chorwacji. W latach 2012–2020 pełnił funkcję wiceprezesa, a od 14 września 2020 roku prezesa zarządu Podlaskiego Klubu Biznesu. Działa w bractwie kurkowym oraz Podlaskiej Chorągwi Husarskiej. Jest członkiem Rady Konsultacyjnej przy Rektorze Uniwersytetu w Białymstoku.

## Nagrody i wyróżnienia
- Srebrny Krzyż Zasługi (2014) – za zasługi w działalności na rzecz społeczności lokalnej[11]
- laureat wyróżnienia „Promotor Polski” konkursu „Teraz Polska Promocja” (2018)[12]
- Krzyż Kawalerski Orderu Odrodzenia Polski (2024) – za wybitne zasługi w podejmowanej z pożytkiem dla kraju pracy zawodowej i działalności społecznej[13][14].